# 蛟桥停车场
蛟桥停车场位于南昌市新建区蛟桥街道（南昌经济技术开发区代管），是南昌轨道交通1号线一期的一个车辆段，接轨1号线一期起点双港站。

## 简介
位于南昌市经开区蛟桥街道，具体位置为庐山中大道以东、京九铁路以西、江西艺术职业学院以南的地块内；蛟桥停车场将配备2台电梯，整体停车场建有上盖工程结构，可以开发地铁上盖，紧邻地铁1号线双港站，是1号线西端的车辆停放与检修基地。
占地约199.2亩。

## 历史
- 2009年6月2日《南昌市轨道交通1号线一期工程环境影响报告书（简本）》公示，将在京九铁路西侧、双港大道北侧建设占地约18.5公顷的蛟桥停车场[8][9]。
- 2011年8月蛟桥停车场工程正式全国招标[10]。
- 预计2013年12月双港站至蛟桥停车场区间盾构始发[11]。受到拆迁等影响2014年4月6日才正式开始推进施工[12]。
- 2014年5月21日双港站至蛟桥停车场出场线区间贯通，将转入入场线的盾构掘进[13][14]
- 2014年7月双港站至蛟桥停车场双线贯通[12]
- 2014年7月蛟桥停车场土方工程基本结束[15]。